# Дастархан

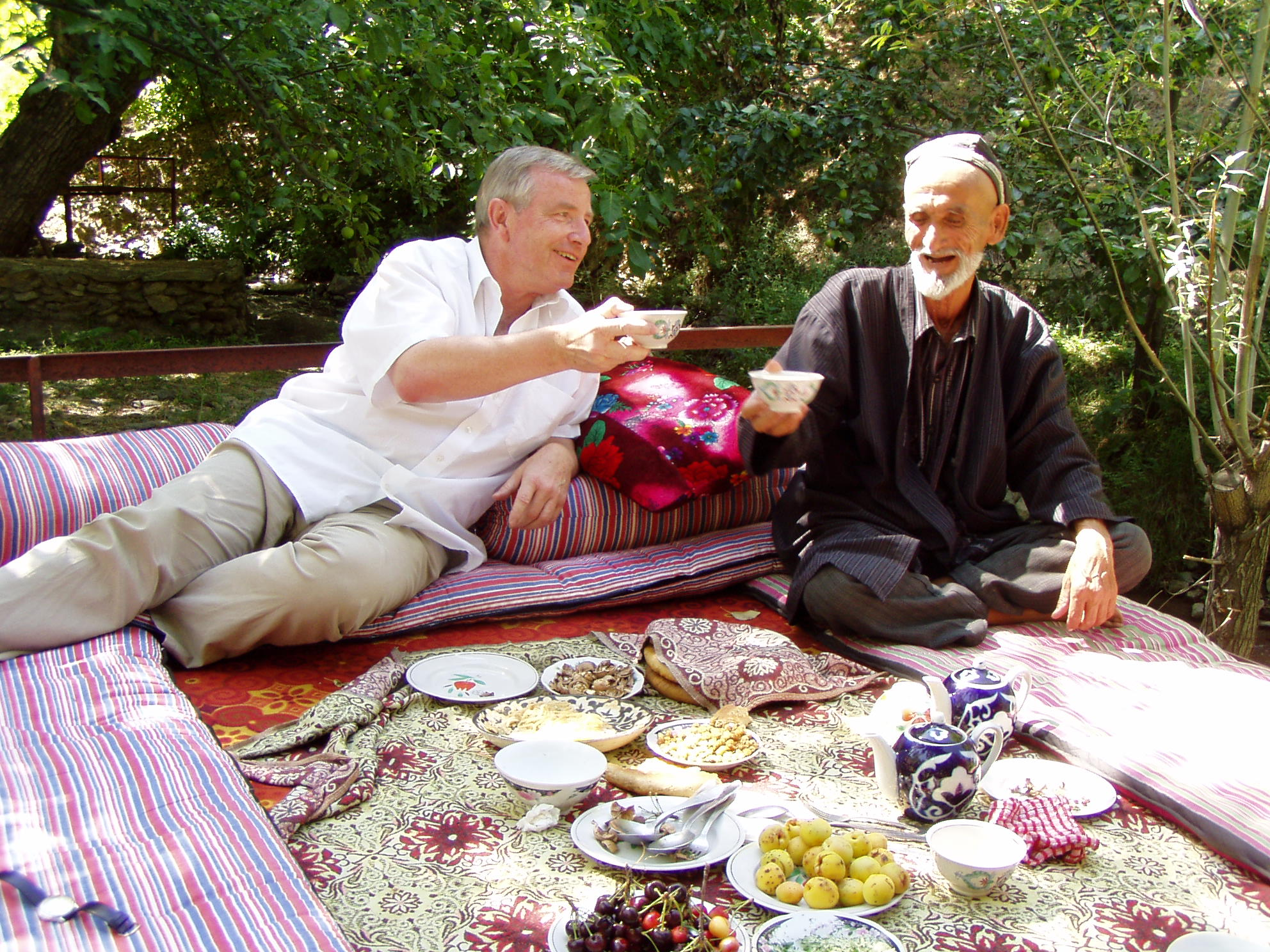
За дастарханом в Узбекистані

Дастархан (перс. دسترخوان, тадж. дасторхон, урду دسترخوان, каз. дастарқан, МФА: [dɑstɑrχɑ́n], кирг. дасторкон, МФА: [dɑstorqón], узб. дастурхон; дасторхан, дасторкон, дастурхан) — загальна назва для місця трапези у народів Центральної Азії.
Первинно дастархан позначав у іранських і тюркських народів Центральної Азії скатертину/килимок прямокутної форми, на яку виставлялися наїдки. Так, у деяких областях Узбекистану (зокрема, і в Ташкенті) приблизно з середини XIX століття (збігається з посиленням європейського впливу у регіоні та приєднанням Узбекистану до Російської імперії), с́аме під європейським впливом, у обідній процедурі став застосовуватися низький стіл хон-тахта заввишки 30-35 см. Але й цей стіл вкривався дастарханом. 
Всі учасники трапези традиційно сідають навколо, точніше по периметру дастархану. Дастархан стелиться не прямо на долівку, і не прямо на ті килими або килим, які вкривають підлогу, і по яких ходять ногами, а на підстелені під дастархан одну або декілька тонких ковдр курп'а(ча). Такі самі або зазвичай грубіші курпачі стеляться навколо периметру дастархана для зручного сидіння на них. 
Якщо трапеза відбувається просто неба (наприклад, на подвір'ї), то для цього застосовуються дерев'яні, нерідко оздоблені різьбленням (іноді зварні металеві) тапчани — платформи, площею до 4—5 м². Вони стоять у подвір'ях під деревами або, частіше біля виноградників, що обвивають високу альтанку во'їш(е), і таким чином для прийняття їжі створений приємний затінок. Тут дастархан стелиться у той же спосіб, що й у приміщеннях. 
У європейській культурі дастарханом прийнято називати не лише «стіл», а й загалом увесь середньоазійський обідній ритуал. У сучасних країнах Середньої Азії так само дастархан означає неодмінно відданість традиціям, і зокрема, у кулінарній культурі. 